# Xã Fremont, Quận Lyon, Kansas
Xã Fremont (tiếng Anh: Fremont Township) là một xã thuộc quận Lyon, tiểu bang Kansas, Hoa Kỳ. Năm 2010, dân số của xã này là 903 người.